# Türkiyemspor
FC Türkiyemspor was een Nederlandse voetbalclub met een Turkse achtergrond. Türkiyemspor werd opgericht op 1 juni 1987 en was een van de topclubs in het Nederlandse amateurvoetbal. De Amsterdamse club speelde zijn wedstrijden op zondag op sportpark Spieringhorn. De clubkleuren waren groen met wit.

## Geschiedenis

### Oprichting
De club werd in 1987 opgericht door een groep eerste generatie Turken onder de naam Çaglayanspor en in 1990 omgedoopt naar de bekendere naam Türkiyemspor. Uitgebouwd door Turkse spelers van de tweede generatie heeft FC Türkiyemspor Amsterdam in slechts 16 seizoenen het hoogst haalbare amateurniveau in Nederland weten te bereiken.

### Periode Imaç
De Turkse zakenman Nedim Imaç voelde zich verbonden met de club en besloot in de club te investeren. Sindsdien heeft de club een snelle opmars gemaakt door het Nederlandse amateurvoetbal met tien titels in zestien seizoenen, culminerend in het algemeen kampioenschap van de zondagamateurs in 2003 en 2006. Onder het voorzitterschap van Imaç groeide Turkiyemspor uit tot een van de topclubs in het Nederlandse amateurvoetbal met een begroting van zo'n 2 miljoen euro per jaar.
De eerste zorgen begonnen eind 2006 op financieel vlak door een naheffing van de belastingdienst van 1,3 miljoen euro. Op 17 februari 2007 werd voorzitter Nedim Imaç in Amsterdam vermoord. De politie vermoedt een afrekening in het criminele circuit. Na de liquidatie van de voorzitter raakte de club zijn belangrijkste geldschieter kwijt en was daardoor niet meer in staat de rekeningen te betalen. De schulden begonnen dan ook op te lopen en sponsors haakten af wegens publicaties over vermeend drugsgeld. Ook de spelers dreigden te vertrekken nadat ze geen salarissen meer ontvingen. Sahin Gerdan werd benoemd tot opvolger van Imaç en kreeg de taak de club van de ondergang te redden.

### Financiële problemen
Gerdan, een voetbalmakelaar uit Rotterdam, begon succesvol aan de missie om Türkiyemspor weer op de rails te krijgen. De club betaalde de rekeningen af en wist het vertrouwen van de spelers terug te krijgen door de salarissen en premies keurig te betalen. Türkiyemspor kreeg zelfs ambities om mee te gaan doen aan de Topklasse (waar in die tijd plannen voor werden gemaakt en die uiteindelijk in 2010 van start zou gaan), om vervolgens door te groeien naar de hogere profcompetities. De club leek helemaal terug te komen, maar op het veld waren de resultaten minder succesvol: in plaats van mee te strijden om het kampioenschap, wist Turkiyemspor nipt degradatie te ontwijken. De begroting kromp in omdat sponsors zich terughoudend opstelden. In oktober 2008 werd bekendgemaakt dat de club hierdoor wederom een schuld had van meer dan 100.000 euro. Een van de schuldeisers was de KNVB, die de licentie van de club dreigde in te trekken. Hiermee leek het einde van het eens kapitaalkrachtige Türkiyemspor nabij.
De financiële problemen werden de Amsterdamse vereniging uiteindelijk fataal. Op 20 februari 2009 vroeg Türkiyemspor faillissement aan, op 21 februari werden de laatste wedstrijden gespeeld en op 24 februari viel het doek voor de club.
Alle gespeelde wedstrijden van Türkiyemspor werden per direct geschrapt uit de ranglijst. De club stond toen op de laatste plaats.

## Erelijst
Algemeen zondagkampioen: 2003, 2006
Hoofdklasse (A): 2003, 2004, 2006
KNVB beker voor amateurs: 2007
Districtsbeker West-I: 2007

## Competitieresultaten 1997–2008 (zaterdag)
| 6 6B |

|  |

|  |

| 2 4B |

| 2 3B |

| 3 3B |

| 3 3B |

| 12 3B |

| 4 4D |

|  |

| 6 5A |

| 3 5A |

| Derde klasse  | Vierde klasse |
| Vijfde klasse | Zesde klasse  |

## Competitieresultaten 1995–2008 (zondag)
| 3 4E |

| 1 4E |

| 5 3C |

| 1 3C |

| 4 2B |

| 1 2B |

| 4 1A |

| 1 1A |

| 1 A |

| 1 A |

| 2 A |

| 1 A |

| 6 A |

| 9 A |

| Hoofdklasse  | Eerste klasse | Tweede klasse |
| Derde klasse | Vierde klasse |               |

In elke staaf van de grafiek staat van boven naar beneden vermeld: 
- Eindnotering

Dit is de positie die de club heeft bereikt in de competitie, zonder eventuele beslissings-, play-off- of nacompetitiewedstrijden die nodig zijn geweest om bijvoorbeeld de kampioen van de competitie te bepalen.
Indien een * achter het getal staat is de notering een tussenstand en kan het zijn dat de notering niet overeenkomt met de uiteindelijke eindstand van de competitie.
Staat er een - dan is het seizoen nog bezig en is er geen definitieve uitslag bekend.
Staat er xx op de positie van de notering, dan heeft de club vroegtijdig de competitie verlaten. Dit kan onder andere komen door terugtrekking van het team, faillissement van de club of door een uitgedeelde straf van de KNVB. In veel gevallen staat elders in het artikel de reden vermeld.
Staat er een ? dan is het resultaat uit het verleden onbekend, en is alleen de competitie of het niveau bekend van dat seizoen.
In de seizoenen 2019/20 en 2020/21 werd wegens de coronacrisis het amateurvoetbal afgebroken. Daardoor kennen deze staven geen eindklassering (middels -- weergegeven).
- Competitieniveau en afdelingsletter of Officiële eindstand Eredivisie
  - Competitieniveau en afdelingsletter

Hierbij geeft het getal het niveau weer, dat ook terug te vinden is in de legenda. De letter is de afdelingsaanduiding en wordt gebruikt wanneer er meer afdelingen zijn op hetzelfde niveau. De afdelingsletter is altijd een hoofdletter en wordt meestal zonder nummer gebruikt.
Voorbeeld: 2F is niveau 2e klasse competitie F.
Het competitieniveau en nummer wordt niet vermeld wanneer er slechts één competitie van dit niveau was.
  - Officiële eindstand Eredivisie (getal staat tussen haakjes vermeld)

Sinds de introductie van play-offwedstrijden voor Europees voetbal na afloop van de reguliere competitie in 2005/06, is de KNVB verplicht een eindstand van de Eredivisie door te geven aan de UEFA aan de hand van deze play-offwedstrijden.
Bij deze eindstand staan clubs die zich hebben gekwalificeerd voor Europees voetbal hoger dan clubs die zich niet wisten te kwalificeren. Indien er geen verschil was tussen de eindnotering en de officiële eindstand, staat dit getal niet vermeld.

- Onderafdeling

Hier staat afgekort de naam van de onderafdeling indien de club in dat jaar in een onderafdeling uitkwam. Tevens staat deze afkorting in de legenda en wordt gelinkt naar het artikel over deze onderafdeling. Deze afkorting wordt alleen vermeld wanneer de club in het verleden in verschillende onderafdelingen heeft gespeeld. Deze vermelding is in de staaf altijd in kleine letters. Deze onderafdelingen zijn na het seizoen 1995/96 afgeschaft. Heeft de club in slechts één onderafdeling gespeeld, dan is dit alleen terug te vinden in de legenda.
Onder de staaf staat het jaartal vermeld waarin het seizoen is afgesloten. 15 verwijst naar het seizoen 2014/15 of eventueel het seizoen 1914/15.
Wanneer een staaf leeg is, zijn deze gegevens niet bekend. Het kan ook zijn dat de club dat seizoen niet heeft meegespeeld op het hogere amateurniveau, vroegtijdig de competitie heeft verlaten of uit de competitie is gezet.

In het seizoen 1944/45 was er wegens de Tweede Wereldoorlog geen regulier competitievoetbal.

## Bekende (oud-)spelers
- Tahir Akhamrame
- Quincy Allée
- Nabil Amarzagouio
- Brahim Aoulad-Lfadil
- Djuric Ascencion
- Kenan Durmuşoğlu
- Yurtcan Kayış
- Hurşut Meriç
- Marchanno Schultz
- Sander Oostrom
- Regillio Simons
- Marcel Oerlemans
- Atam Koroglu

## Bekende (oud-)trainers
- John de Wolf
- Simon Kistemaker
- Robert Verbeek
- John Kila

Voormalig: AFC "Sport" · Ambon · FC Amsterdam · V.V. Amsterdam · ASSV · VV De Beursbengels · FC Blauw-Wit Amsterdam · Blauw-Wit Osdorp · B.P.C. · CDW · FC Chabab · D.E.C. · VV DIB · D.N.C. · DWV · SC De Eland · Energia · SC Fenerbahçe · ASV De Germaan · KBV · N.E.C. '75 · AFC Neerlandia · Neerlandia/SLTO · New Amsterdam · FC Nieuwendam · SC Nieuwendam · ODOS · Oriënt · P en T · RAP · SCZ '58 · Sparta Amsterdam · Sporting Amsterdam · Sporting Noord · SV Osdorp · Osdorp/Sport · SLTO · Avv SPORT · Türkiyemspor · De Volewijckers · Volharding · SC Voorland · ZRC Herenmarkt